# Сборная Великобритании по хоккею с шайбой
Сборная Великобритании по хоккею — национальная хоккейная команда Соединённого Королевства. Великобритания — член ИИХФ с момента её основания в 1908 году. Сборная была сильна в начале XX века: выиграла первый чемпионат Европы в 1910 году, заняла третье место на зимней Олимпиаде 1924 года и стала Олимпийским чемпионом в 1936 году.
Сейчас сборная Великобритании не входит в число мировых лидеров, но в 2019 году она впервые за 24 года сыграла в высшем дивизионе чемпионата мира. Занимает 17-е место в рейтинге ИИХФ (2024).
На Чемпионате Мира 2019 сборная Великобритании одержала одну победу в 7 матчах (над прямым конкурентом — сборной Франции), чего хватило для сохранения места в высшем дивизионе.
На Чемпионате мира 2021 года сборная Великобритании набрала 4 очка в 7 матчах группового этапа, одержав победу над сборной Беларуси (3:4) и уступив сборной Дании (2:3 (ОТ)). Команда заняла итоговое 14-е места и смогла квалифицироваться на Чемпионат мира 2022.
На следующий год, сборная Великобритании не показала результата, сумев набрать лишь 1 очков во встрече со сборной Норвегии (4:3 (Б)). Заняв итоговое 16-е (последнее место), сборная перешла в первый дивизион.
В 2023 году сборная Великобритании заняла первое место в группе А первого дивизиона и квалифицировалась на Чемпионат мира 2024. Однако, уже на следующий год команда заняла последнее место в своей группе и 15-е в общем зачёте, набрав 3 очка в 7 матчах, что не позволило ей квалифицироваться на Чемпионат мира 2025.

## Результаты

### Олимпийские игры
- 1920 — Не участвовала
- 1924 —  Бронзовая медаль
- 1928 — 4 место
- 1932 — Не участвовала
- 1936 —  Золотая медаль
- 1948 — 5 место
- 1952—2002 — Не квалифицировалась
- 2006 — Не участвовала
- 2010—2018 — Не квалифицировалась

### Чемпионаты Европы
- 1910 —  Золотая медаль
- 1911—1925 — Не участвовала
- 1926 — 4 место
- 1927 — Не участвовала
- 1929 — Не участвовала
- 1932 — 7 место

### Чемпионаты мира
| - 1930 — 10 место - 1931 — 8 место - 1933 — Не участвовала - 1934 — 8 место - 1935 — Бронзовая медаль - 1936 — Золотая медаль - 1937 — Серебряная медаль - 1938 — Серебряная медаль - 1939 — 8 место - 1947 — Не участвовала - 1949 — Не участвовала - 1950 — 4 место - 1951 — 5 место - 1952 — 10 место (1 в дивизионе В) - 1953 — 5 место (2 в дивизионе В) - 1955—1959 — Не участвовала - 1961 — 10 место (2 в дивизионе В) - 1962 — 8 место - 1963 — 15 место (7 в дивизионе В) - 1964 — Не участвовала - 1965 — 14 место (6 в дивизионе В) - 1966 — 16 место (8 в дивизионе В) - 1967—1970 — Не участвовала - 1971 — 18 место (4 в дивизионе С) - 1972 — Не участвовала - 1973 — 22 место (8 в дивизионе С) - 1974 — Не участвовала - 1975 — Не участвовала - 1976 — 21 место (5 в дивизионе С) - 1977 — 24 место (7 в дивизионе С) - 1978 — Не участвовала - 1979 — 23 место (6 в дивизионе С) | - 1981 — 24 место (8 в дивизионе С) - 1982—1987 — Не участвовала - 1989 — 27 место (3 в дивизионе D) - 1990 — 26 место (1 в дивизионе D) - 1991 — 21 место (5 в дивизионе С) - 1992 — 21 место (1 в дивизионе С) - 1993 — 13 место (1 в дивизионе В) - 1994 — 12 место - 1995 — 19 место (7 в дивизионе В) - 1996 — 16 место (4 в дивизионе В) - 1997 — 18 место (6 в дивизионе В) - 1998 — 22 место (6 в дивизионе В) - 1999 — 18 место (2 в дивизионе В) - 2000 — 19 место (3 в дивизионе В) - 2001 — 19 место (2 в 1 дивизионе, группа B) - 2002 — 23 место (4 в 1 дивизионе, группа B) - 2003 — 24 место (5 в 1 дивизионе, группа B) - 2004 — 25 место (5 в 1 дивизионе, группа A) - 2005 — 25 место (5 в 1 дивизионе, группа A) - 2006 — 26 место (5 в 1 дивизионе, группа A) - 2007 — 24 место (4 в 1 дивизионе, группа B) - 2008 — 23 место (4 в 1 дивизионе, группа A) - 2009 — 22 место (3 в 1 дивизионе, группа B) - 2010 — 23 место (4 в 1 дивизионе, группа B) - 2011 — 20 место (2 в 1 дивизионе, группа B) - 2012 — 21 место (5 в 1 дивизионе, группа A) - 2013 — 22 место (6 в 1 дивизионе, группа A) - 2014 — 26 место (4 в 1 дивизионе, группа В) - 2015 — 24 место (2 в 1 дивизионе, группа В) - 2016 — 24 место (2 в 1 дивизионе, группа В) - 2017 — 23 место (1 в 1 дивизионе, группа В) - 2018 — 17 место (1 в 1 дивизионе, группа А) - 2019 — 13 место - 2021 — 14 место - 2022— 16 место (Вылет в 1 дивизион) - 2023— 17 место (1 в 1 дивизионе, группа А) - 2024— 15 место (Вылет в 1 дивизион) |

## Текущий состав
Состав сборной Великобритании на Чемпионате мира 2024:
| Номер | Имя                | Позиция    | Рост, см | Вес, кг | Дата рождения | Клуб              |
| ----- | ------------------ | ---------- | -------- | ------- | ------------- | ----------------- |
| 1     | Джексон Уайстл     | Вратарь    | 185      | 87      | 09.06.1995    | Белфаст Джайантс  |
| 2     | Сэм Руопп          | Защитник   | 193      | 95      | 03.06.1996    | Лаузитцер Фуше    |
| 5     | Бен Дэвис          | Нападающий | 173      | 81      | 18.01.1991    | Кардифф Девилз    |
| 7     | Роберт Лачович     | Нападающий | 178      | 80      | 08.02.1990    | Глазго Клэн       |
| 9     | Бретт Перлини      | Нападающий | 188      | 91      | 14.07.1990    | Халле Буллс       |
| 11    | Кэм Кричлоу        | Нападающий | 175      | 86      | 18.12.1991    | Манчестер Шторм   |
| 13    | Дэвид Филлипс      | Защитник   | 191      | 88      | 14.08.1987    | Белфаст Джайантс  |
| 14    | Лиам Кирк (А)      | Нападающий | 182      | 72      | 03.01.2000    | Литвинов          |
| 16    | Сэм Дугган         | Нападающий | 185      | 90      | 13.07.1998    | Кардифф Девилз    |
| 17    | Марк Ричардсон (А) | Защитник   | 183      | 88      | 03.10.1986    | Кардифф Девилз    |
| 23    | Шон Норрис         | Нападающий | 178      | 75      | 14.09.1999    | Белфаст Джайантс  |
| 24    | Джошуа Тетлоу      | Защитник   | 198      | 103     | 12.01.1998    | Ноттингем Пантерс |
| 26    | Эван Моузи         | Нападающий | 180      | 84      | 17.03.1989    | Кардифф Девилз    |
| 27    | Коул Шудра         | Нападающий | 188      | 95      | 11.08.1998    | Шеффилд Стилерс   |
| 28    | Бен О’Коннор       | Защитник   | 185      | 85      | 21.12.1988    | Гилфорд Флеймз    |
| 33    | Бен Боунс          | Вратарь    | 183      | 81      | 21.01.1991    | Кардифф Девилз    |
| 35    | Лукас Брайн        | Вратарь    | 185      | 77      | 09.08.2002    | Данди Старс       |
| 41    | Джош Бэтч          | Защитник   | 193      | 100     | 15.01.1991    | Кардифф Девилз    |
| 44    | Сэм Джонс          | Защитник   | 188      | 86      | 11.11.1997    | Шеффилд Стилерс   |
| 48    | Джонни Карран      | Нападающий | 178      | 79      | 14.03.1995    | Ковентри Блэйз    |
| 74    | Олли Беттеридж     | Нападающий | 180      | 80      | 16.01.1996    | Ноттингем Пантерс |
| 75    | Роберт Дауд (К)    | Нападающий | 178      | 80      | 26.05.1988    | Шеффилд Стилерс   |
| 79    | Натанаэль Халберт  | Защитник   | 183      | 88      | 30.09.1995    | Инсбрук           |
| 91    | Бен Лейк           | Нападающий | 180      | 77      | 03.05.1990    | Белфаст Джайантс  |
| 94    | Кейд Нилсон        | Нападающий | 183      | 88      | 15.05.2001    | Аляска Нанукс     |

| Должность         | Имя           | Гражданство    | Дата рождения |
| ----------------- | ------------- | -------------- | ------------- |
| Главный тренер    | Питер Расселл | Великобритания | 20.07.1974    |
| Ассистент тренера | Кори Нилсон   | Великобритания | 22.08.1976    |
| Ассистент тренера | Чак Уэбер     | США            | 18.03.1973    |